# Palaeosiccia
Palaeosiccia is een geslacht van vlinders van de familie spinneruilen (Erebidae), uit de onderfamilie Arctiinae.

## Soorten
- P. honeyi Kühne, 2007
- P. major (Kiriakoff, 1958)
- P. punctata Hampson, 1900